# Эрика травянистая
Э́рика травяни́стая (лат. Eríca cárnea) — небольшой кустарник родом из Европы, вид рода Эрика (Erica) семейства Вересковые (Ericaceae).

## Ботаническое описание

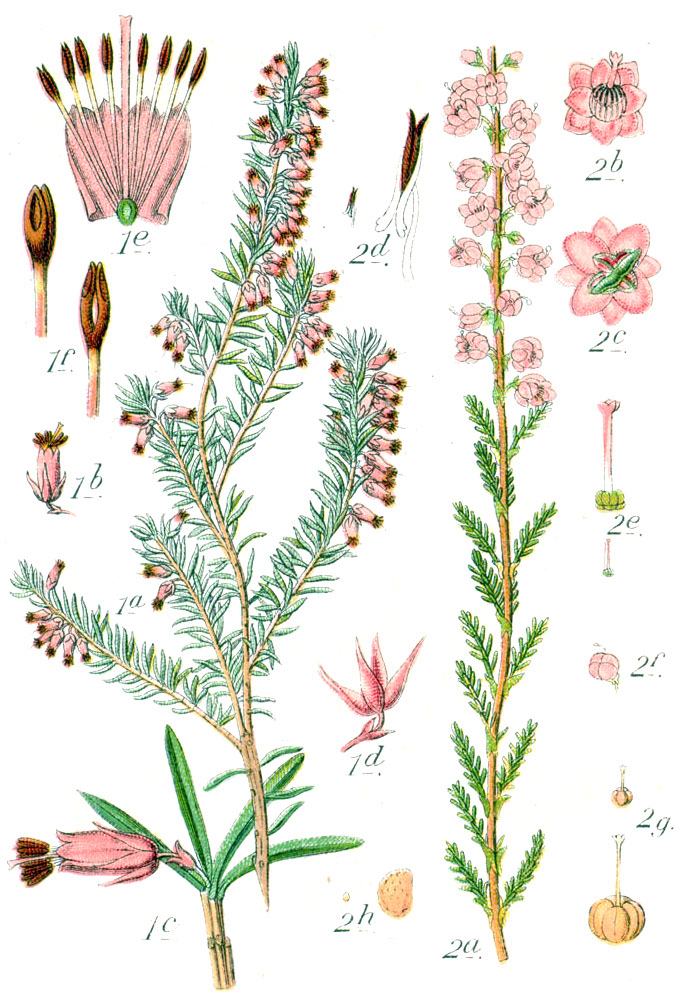
Эрика травянистая (слева, под цифрой 1) в сравнении с вереском.

Эрика травянистая — низкий сильно ветвистый кустарник с приподнимающимся стеблем, обычно не превышающий 30 см в высоту. Листья вечнозелёные, игловидные, собраны в мутовки по четыре, до 1 см длиной.
Соцветие кистевидное, состоит из повислых цветков с развитым двойным околоцветником. Чашечка состоит из ланцетовидных красноватых чашелистиков. Венчик обычно розоватый или красноватый, реже белый, немного превосходящий чашечку по длине, четырёхзубчатый. Тычинки в количестве восьми, тёмно-коричневые.
Плод — обратнояйцевидная коробочка с многочисленными семенами.
Цветение наблюдается осенью, плоды образуются в апреле — мае.

## Ареал
Родина эрики травянистой — Центральная Европа. Отмечена в центральной Германии, Швейцарии, Италии, Австрии, Венгрии, Хорватии, Боснии и Герцеговине, Сербии.

## Значение
Эрика травянистая издавна выращивается в качестве декоративного растения. Выведено множество различных сортов растения, среди которых 14 розовоцветковых и 5 белоцветковых были удостоены Award of Garden Merit.

## Таксономия
Самым ранним действительным названием для этого растения является Erica herbacea L., 1753, однако наиболее часто употреблялось именно Erica carnea L., 1753, опубликованное в той же работе Линнея через три страницы. В 1987 году ботаники К. Д. Бриккел и Д. Ч. Макклинток предложили законсервировать часто употребляемое название, несмотря на то, что Международный кодекс ботанической номенклатуры не приветствует консервацию названий рангом ниже рода. В 1994 году Генеральный комитет Международного ботанического конгресса одобрил отвержение Erica herbacea L., 1753 в пользу Erica carnea L., 1753 как важного с экономической точки зрения вида.

### Синонимы
- Erica bracteata Moench, 1794, nom. illeg.
- Erica herbacea L., 1753, nom. rej.
- Erica lugubris Salisb., 1796, nom. superfl.
- Erica mediterranea L., 1771
- Erica pallidopurpurea L., 1753, nom. dub.
- Erica purpurascens L., 1762, nom. superfl.
- Erica saxatilis Salisb., 1796, nom. superfl.
- Ericodes herbaceum (L.) Kuntze, 1891
- Ericodes pallidopurpureum (L.) Kuntze, 1891
- Gypsocallis carnea (L.) D.Don, 1834
- Gypsocallis mediterranea (L.) D.Don, 1834
- Gypsocallis purpurascens (L.) D.Don, 1834